# Asperoris
Asperoris es un género extinto de reptil arcosauriforme que vivió al comienzo del Triásico Medio en lo que ahora es África. Fue nombrado originalmente por Sterling J. Nesbitt, Richard J. Butler y David J. Gower en 2013 y su especie tipo es Asperoris mnyama.
Los únicos restos fósiles encontrados, el holotipo NHMUK PV R36615, fruto de una expedición realizada en 1963, consisten en un cráneo parcial que incluye algunos dientes encontrados en la Formación Manda, en la antigua Tanganica, en el suroeste de Tanzania.

## Descubrimiento

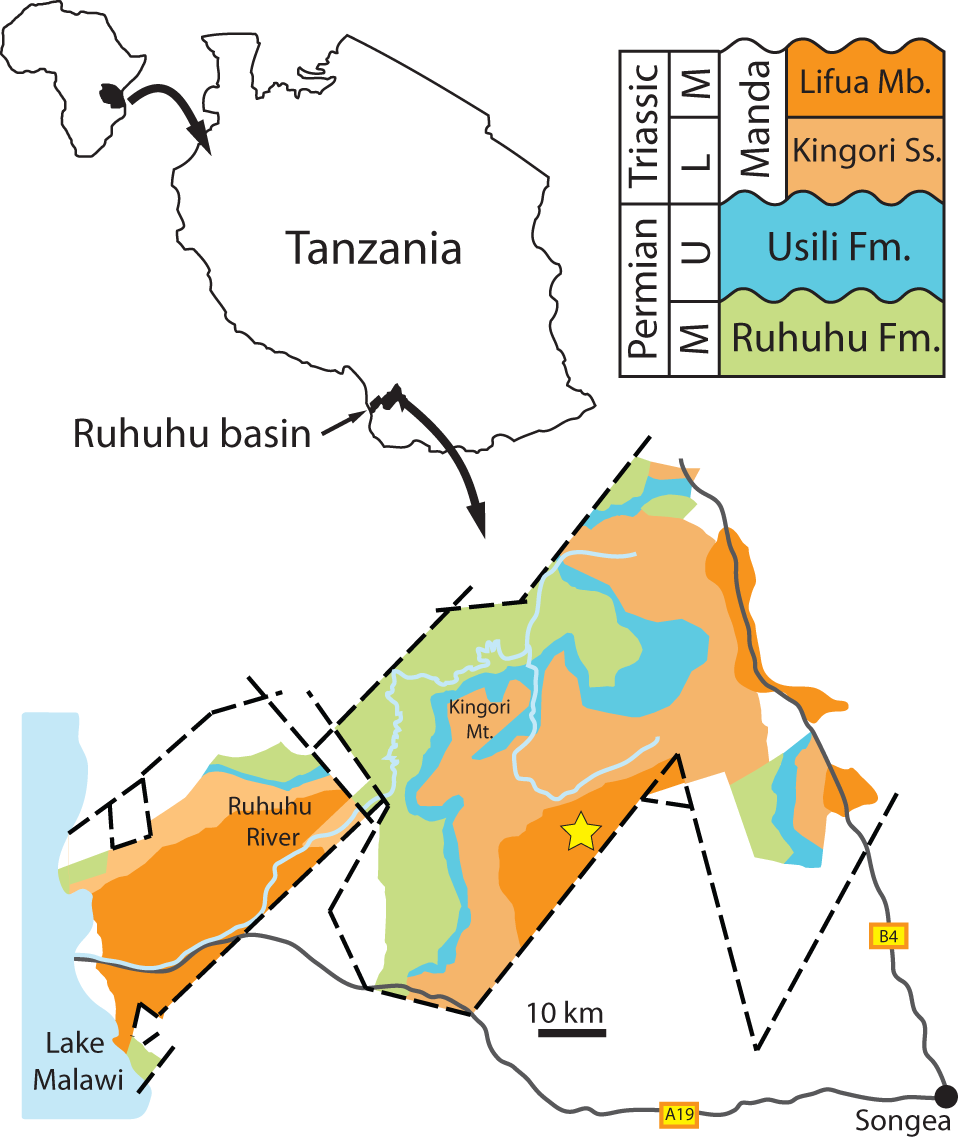
Localización del hallazgo.

Asperoris es conocido exclusivamente a partir del cráneo bien preservado pero incompleto del holotipo NHMUK PV R36615, que incluyen los huesos premaxilar y maxilar derechos, el hueso nasal derecho, el prefrontal, el hueso frontal, el postfrontal, y los huesos parietales de la parte superior del cráneo, y parte del hueso postorbital derecho detrás de la cuenca ocular, así como tres fragmentos craneales sin identificar. NHMUK PV R36615 fue descubierto por una expedición conjunta realizada en 1963 por el Natural History Museum y la Universidad de Londres en el este de Zambia y el oeste de Tanzania (en ese entonces el norte de Rodesia y Tanganica, respectivamente). Asperoris proviene de la Formación Manda en la cuenca Ruhuhu en el Songea Urban District del suroeste de Tanzania, la cual data de finales de la etapa del Anisiense del Triásico Medio. Basándose en las notas de campo, NHMUK PV R36615 fue encontrado el 23 de agosto en un desagüe del río Hita entre los ríos Njalila y Hiasi, en lo que se conoce como la localidad U9/1 del Miembro Lifua de la Formación Manda, cerca de los restos de dicinodontes. Fue descrito por completo en 2013 y asignado a un nuevo género y especie, Asperoris mnyama, por Sterling J. Nesbitt, Richard J. Butler y David J. Gower en la revista PLoS One. El nombre del género se deriva de asper, que significa "áspero", y oris, que significa "rostro" en latín en referencia a la textura áspera de su cráneo peculiarmente esculpido. El nombre de la especie mnyama significa "bestia" en suajili.

## Descripción

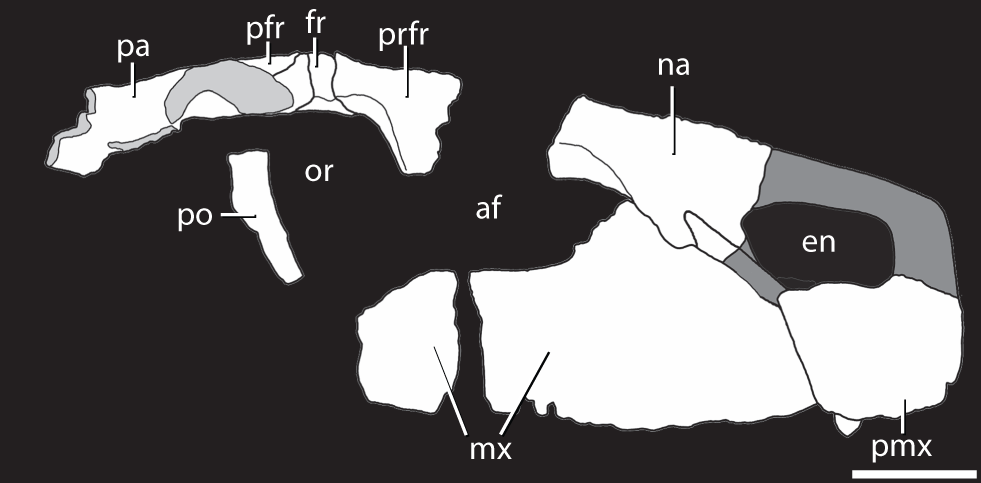
Cráneo restaurado.

Como muchos arcosauriformes de la Formación Manda, Asperoris es conocido de restos muy fragmentarios. NHMUK PV R36615 se distingue de otros materiales de arcosauriformes por la carencia de una depresión llamada la fosa anteorbital en las superficies del maxilar y el premaxilar. Aunque no puede ser comaprado directamente con Stagonosuchus, Hypselorhachis, Nyasasaurus, "Teleocrater" y un suquio sin nombrar, su posición filogenética inferida no es consistente con la idea de que pertenezca a ninguno de estos taxones. Se estima que la longitud total del cráneo se estima en unos 50 centímetros. Un rasgo característico único o autapomorfia de Asperoris es la superficie áspera de sus huesos craneales, particularmente el frontal. La bóveda craneana de Asperoris es relativamente gruesa comparada con la de otros arcosauriformes y su fenestra anteorbital, un agujero a ambos lados del cráneo situado en frente de las órbitas oculares, es relativamente estrecho.

## Filogenia

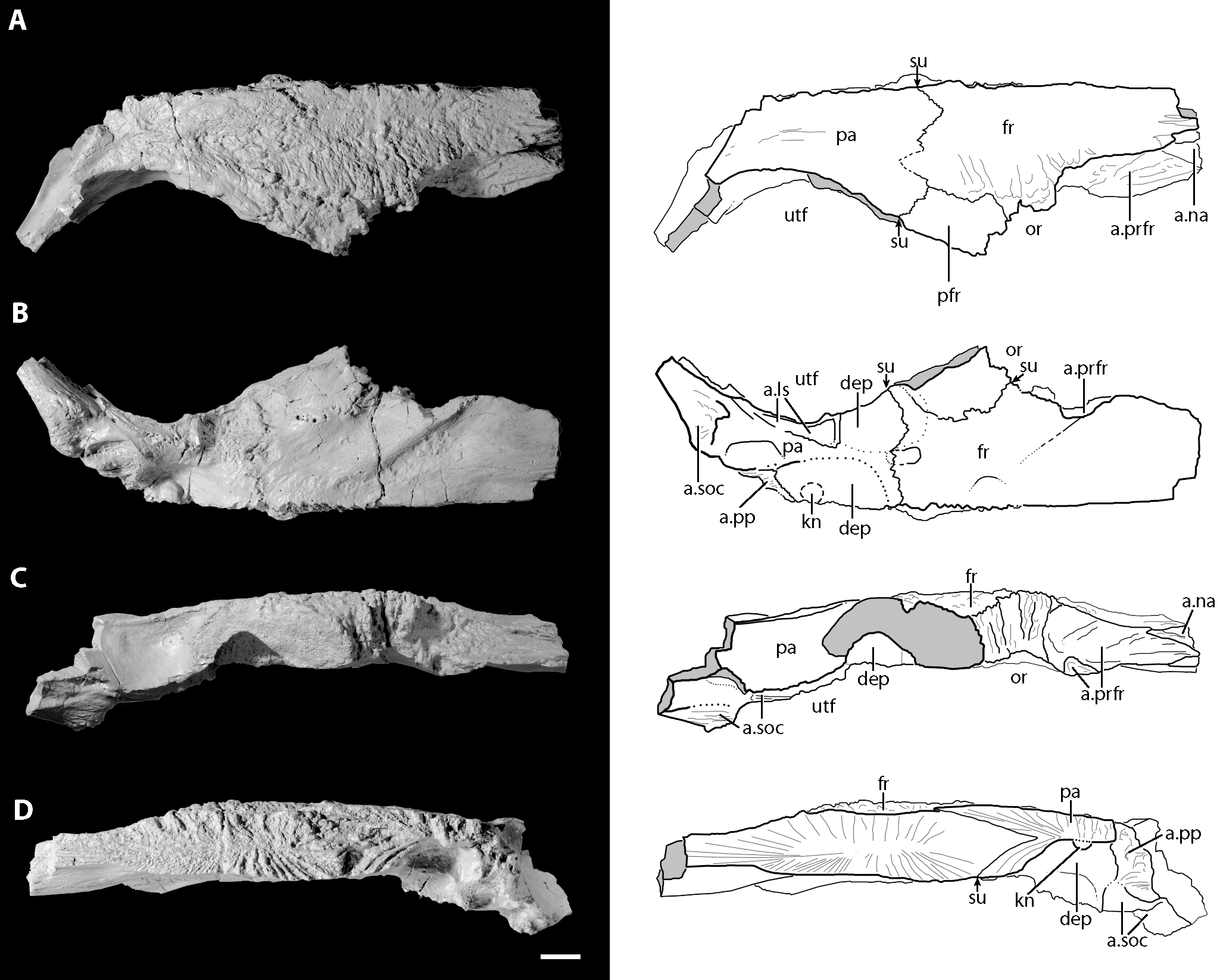
Bóveda craneana

Asperoris pertenece a un clado o agrupación evolutiva de reptiles llamada Archosauriformes, la cual incluye a Archosauria (el clado que incluye a los crocodilianos y aves actuales) y a sus parientes extintos, mayormente del Triásico. Tiene varias características que lo sitúan por fuera de Archosauria con los arcosauriformes no arcosaurios, incluyendo la carencia de una fosa anteorbital y la posible presencia de un hueso postparietal en la parte posterior del cráneo, que no se conoce en los arcosaurios. Sin embargo, también tiene rasgos que los sitúan entre los más cercanos parientes de los arcosaurios, incluyendo la presencia de la fenestra anteorbital y la carencia de un agujero llamado el foramen parietal en la bóveda craneana. Asperoris comparte con un grupo de arcosauriformes, los eritrosúquidos la presencia de una muesca en la parte inferior del hueso nasal que encaja con una proyección del prenalizar por debajo de este. También tiene una dentadura tecodonte, lo que significa que sus dientes encajan en profundos alvéolos en la mandíbula. La dentadura tecodonte es vista en todos los arcosauriformes no arcosaurios excepto en los proterosúquidos, y es característica del clado.

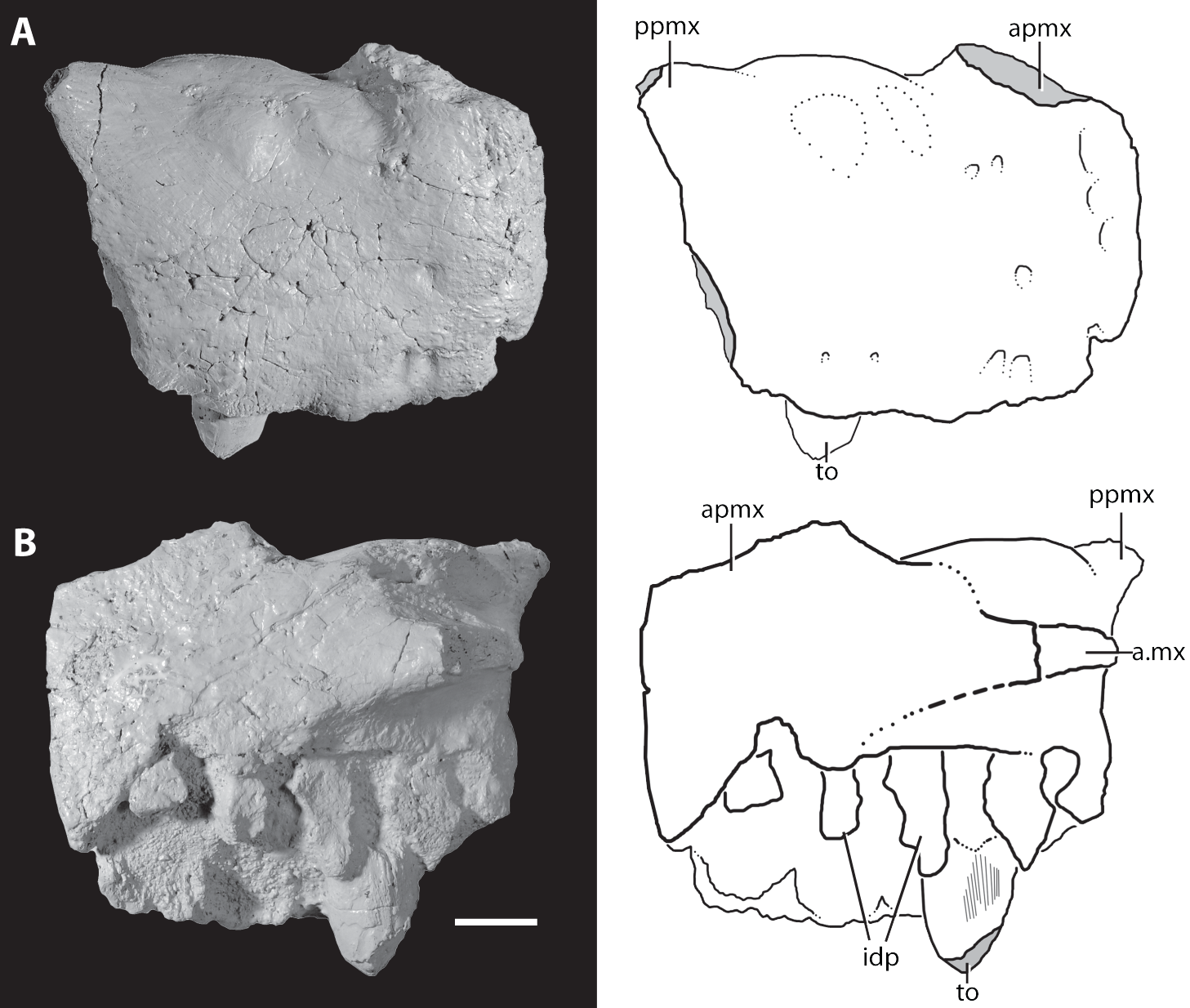
Premaxilar.

Dada la mala preservación de NHMUK PV R36615 y el análisis filogenético usado en el estudio (que se enfoca en las relaciones de los arcosaurios del Triásico), las relaciones filogenéticas de Asperoris son inciertas. El análisis filogenético de Nesbitt, Butler y Gower de 2013 resultó en un árbol de consenso estricto en que Asperoris se halla en una politomía o relación filogenética sin resolver con Erythrosuchus africanus, un eritrosúquido, Vancleavea campi, un arcosauriforme acuático, el clado de los proterosúquidos, y el clado que incluye a Euparkeria capensis, los fitosaurios y Archosauria. Otros árboles filogenéticos producidos en el análisis situaron a Asperoris como el taxón hermano (pariente más cercano) bien de Erythrosuchus africanus o de Euparkeria capensis. Una relación de taxón hermano con Erythrosuchus es más probable porque se basa en un rasgo derivado, la muesca en el nasal, mientras que la relación con Euparkeria es menos probable porque se basaría solo en características heredadas de sus ancestros arcosauriformes (plesiomorfias).